# Cambay (Staat)
Cambay (Kambay, Khambhat, Khanbayat) war ein Fürstenstaat Britisch-Indiens am Golf von Khambhat im heutigen Bundesstaat Gujarat. Seine Hauptstadt war der Ort Cambay (Khambhat). Das Fürstentum wurde um 1730 gegründet vom vorletzten Nawab des Mogulreichs für Gujarat, Mirza Ja‘far Mu’min Khan I, einem schiitischen Muslim.
Cambay war 1802–1947 britisches Protektorat und hatte 1891 eine Fläche von 1015 km² und 90.000 Einwohner. Am 10. Juni 1948 erfolgte der Anschluss an Indien und die Eingliederung in den Staat Bombay. Seit 1960 gehört Cambay zum Bundesstaat Gujarat.